# Université Paris-Panthéon-Assas
A Panthéon-Sorbonne-Assas Egyetem (,röv.: Assas [asas], Paris II [paʁi dø]) egy egyetem Párizsban. Az 1971. január 1-jei egyetemi reform után hozták létre. Az egyetemnek körülbelül 19 000 hallgatója van, akik közül alig 15 000 tanul jogot, a szakmai és adminisztratív személyzet pedig 2 412 fő.
A Panthéon-Assas elnevezés annak köszönhető, hogy a Panthéon nagyon közel található az egyetemhez, és hogy a főépület a rue d'Assas-n található. Az egyetem a Jardin du Luxembourgtól nyugatra található. Nincs messze a város klasszikus diáknegyede, a  Quartier latin.
A jog és a közgazdaságtan mellett közigazgatást, politikát és társadalomtudományokat is oktat.

## Híres diplomások
- Panajótisz Pikramménosz (* 1945), Görögország miniszterelnöke
- Michèle Alliot-Marie (* 1946), francia külügyminiszter
- Prokópisz Pavlópulosz (* 1950), Görögország elnöke
- Joaquim Barbosa (* 1954), brazil főbíró
- François Hollande (* 1954), Franciaország elnöke
- Claire Chazal (* 1956), francia újságíró
- Rachida Dati (* 1965), francia miniszter
- Ésik Róbert, (* 1976), magyar menedzser. 2014 óta Nemzeti Befektetési Ügynökség (HIPA) elnöke, 2017 óta a Nemzeti Versenyképességi Tanács tagja
- Feledy Botond, (* 1981), magyar jogász, politológus, újságíró
- Jean-Marie Le Pen (1928–2025), francia politikus
- Marine Le Pen (* 1968), francia politikus
- Alain Madelin (* 1946), francia miniszter
- Jean-Pierre Raffarin (* 1948), Franciaország miniszterelnöke
- Manuela Ramin-Osmundsen (* 1963), norvég miniszter
- Catherine Samba-Panza (* 1954), Közép-afrikai Köztársaság elnöke
- Stolcz Ádám, (* 1989), magyar költő
- Christiane Taubira (* 1952), francia belügyminiszter
- Dominique de Villepin (* 1953), francia miniszterelnök